# 1887年全米選手権 (テニス)
1887年 全米選手権（1887ねんぜんべいせんしゅけん）に関する記事。

## 大会の流れ
- この年から、女子シングルスが全米選手権の公式競技に加わった。第1回の女子シングルス競技には、7名の選手が参加した。 2年後の1889年から女子ダブルスが加わり、混合ダブルスは1892年から公式競技になった。
- 1881年から1967年まで、全米選手権は各部門が個別の名称を持ち、大会会場も別々のテニスクラブで開かれた。これが他の3つのテニス4大大会と大きく異なる点である。
  - 男子シングルス　名称：全米シングルス選手権（U.S. National Singles Championship）／会場：ロードアイランド州、ニューポート・カジノ　（最初の会場と同じ）
  - 男子ダブルス　名称：全米ダブルス選手権（U.S. National Doubles Championship）／会場：ニュージャージー州マウンテン・ステーション、オレンジ・テニスクラブ　（会場を移転。1887年の1年間だけ）
  - 女子シングルス　名称：全米女子シングルス選手権（U.S. Women's National Singles Championship）／会場：ペンシルベニア州、フィラデルフィア・クリケット・クラブ
- 男子シングルスは、1884年から「チャレンジ・ラウンド」（Challenge Round, 挑戦者決定戦）と「オールカマーズ・ファイナル」（All-Comers Final）を採用した。これは1878年の第2回ウィンブルドン選手権で始まった競技方式である。
  - 大会前年度優勝者を除く選手は「チャレンジ・ラウンド」に出場し、前年度優勝者への挑戦権を争う。前年度優勝者は、無条件で「オールカマーズ・ファイナル」に出場できる。チャレンジ・ラウンドの勝者と前年度優勝者による「オールカマーズ・ファイナル」で、当年度の選手権優勝者を決定した。
  - 全米選手権のチャレンジ・ラウンドは、1886年からすべての試合が最大5セット・マッチで行われるようになった。1セットの流れも、一方が2ゲーム勝ち越すまでセットを続行する方式に落ち着いた。
- 競技ルールは、基本的にはウィンブルドン選手権に準拠して実施された。ただし、男子シングルスでは一方が2ゲーム勝ち越すまでセットを続けたが、女子シングルスではしばらくの間「6-5」のゲームカウントでセットを決めていた。
- 初期の全米選手権のように、外国人出場者が少なかった時期は、地元アメリカ人選手の国籍表示を省略する。

## 大会前年度優勝者
- 男子シングルス：リチャード・シアーズ
- 男子ダブルス：リチャード・シアーズ＆ジェームズ・ドワイト

## 男子シングルス

### チャレンジラウンド
準々決勝
- ジョセフ・クラーク vs. フレッド・マンスフィールド　3-6, 6-2, 6-8, 6-1, 6-4
- ヘンリー・スローカム vs. ジョージ・フィアリング　6-1, 7-5, 6-2
- ハワード・テーラー vs. フィリップ・シアーズ　6-1, 1-6, 6-3, 6-1
- ウィリアム・サッチャー vs. ゴッドフリー・ブリンリー　6-4, 8-6, 3-6, 6-4

準決勝
- ヘンリー・スローカム vs. ジョセフ・クラーク　6-8, 6-4, 6-3, 6-2
- ハワード・テーラー vs. ウィリアム・サッチャー　6-3, 6-1, 6-1

決勝
- ヘンリー・スローカム vs. ハワード・テーラー　12-10, 7-5, 6-4

### オールカマーズ決勝
- リチャード・シアーズ vs. ヘンリー・スローカム　6-1, 6-3, 6-2　（シアーズが本大会の優勝者になる。1881年から大会7連覇）

## 女子シングルス
1回戦
- エレン・ハンセル vs. ジェシー・ハーディング　6-1, 6-0
- ヘレン・デイ・ハリス vs. ルイーズ・アルダーディス　6-3, 6-5
- ローラ・ナイト vs. ルース・コット　6-0, 6-3
- アリス・ジャニー　試合なし → 準決勝へ

準決勝
- エレン・ハンセル vs. ヘレン・デイ・ハリス　2-6, 6-4, 6-4
- ローラ・ナイト vs. アリス・ジャニー　6-0, 6-1

決勝
- エレン・ハンセル vs. ローラ・ナイト　6-1, 6-0

## 決勝戦の結果
- 男子シングルス：リチャード・シアーズ vs. ヘンリー・スローカム　6-1, 6-3, 6-2　［オールカマーズ決勝］
- 男子ダブルス：リチャード・シアーズ＆ジェームズ・ドワイト vs. ヘンリー・スローカム＆ハワード・テーラー　6-4, 3-6, 2-6, 6-3, 6-3
- 女子シングルス：エレン・ハンセル vs. ローラ・ナイト　6-1, 6-0